# Pisenor tenuistylus
Pisenor tenuistylus is een spinnensoort uit de familie Barychelidae. De soort komt voor in Congo.